# Johnny Hallyday
Johnny Hallyday, właśc. Jean-Philippe Léo Smet (ur. 15 czerwca 1943 w Paryżu, zm. 5 grudnia 2017 w Marnes-la-Coquette) – francuski piosenkarz, kompozytor i aktor. Od początku swojej kariery stał się ikoną francuskiej piosenki, niektórzy uważają go za francuski odpowiednik Elvisa Presleya. Wokalista wydał 18 platynowych albumów, występował przed 15 milionami ludzi i sprzedał ponad 100 milionów płyt.

## Życiorys
Urodził się przy Cité Malesherbes w Paryżu jako syn Francuzki Huguette Clerc (1919–2007) i Belga Léona Smeta (który od 1961 miał obywatelstwo francuskie). Niedługo po jego narodzinach rodzice byli w separacji. Wychowywała go ciotka ze strony ojca Hélène Mar.
Pod wpływem twórczości Elvisa Presleya i rockandrollowej rewolucji lat 50. zasłynął w latach 60. jako francuski piosenkarz rockandrollowy. Swój pseudonim zaczerpnął od kuzyna i przyjaciela, Lee Hallidaya. Jego pierwszy album „Hello Johnny” został wydany w 1960 roku. Wystąpił w amerykańskim programie CBS The Ed Sullivan Show (1 lipca 1962) z Connie Francis, taśma została zarejestrowana w klubie nocnym Moulin Rouge w Paryżu.
Debiutował na dużym ekranie w dreszczowcu Widmo (Les Diaboliques, 1955) u boku Simone Signoret i Michela Serraulta. Wystąpił także w dramacie Paryskie opowieści (Les Parisiennes, 1962) z Catherine Deneuve, filmie muzycznym Gdzie jesteś, Johnny? (D’où viens-tu, Johnny?, 1964) z Sylvie Vartan, spaghetti westernie Specjaliści (Specialisti, Gli, 1969), dreszczowcu fantasy Legenda zatraconego domu (Malpertuis, 1971) z Orsonem Wellesem, Mathieu Carrière, Sylvie Vartan i Jeanem-Pierre Cassel, sensacyjnej komedii romantycznej Claude’a Zidi Dubler (L’Animal, 1977) z Jeanem-Paulem Belmondo, Raquel Welch i Jane Birkin, dramacie kryminalnym Jeana-Luca Godarda Detektyw (Détective, 1985) z Nathalie Baye, Emmanuelle Seigner i Julie Delpy, komedii Costy-Gavrasa Rada rodzinna (Conseil de famille, 1986) z Fanny Ardant, filmie Sci-Fi Terminus (1987) z Karen Allen, Jürgenem Prochnow i Mathieu Carrière, dramacie wojennym Żelazny trójkąt (The Iron Triangle, 1989) z François Chau, serialu kryminalnym David Lansky (1989) jako tytułowy detektyw, komedii Dlaczego nie ja? (Pourquoi pas moi?, 1999) z Bruno Putzulu, dramacie Kochaj mnie (Love me, 2000) u boku Juliana Sandsa oraz czarnej komedii Skok życia (Crime Spree, 2003) z Gérardem Depardieu, Harveyem Keitelem i Stéphane Freissem.
W 2001 roku wokalista zaprosił do współpracy dwunastoletnią Clémence Saint-Preux, z którą nagrał notowany na 4. miejscu na liście Top 100 Singles we Francji oraz 3. pozycji w zestawieniu Ultratop 50 Singles w Belgii singel „On a tous besoin d’amour”.
W późniejszych latach swojej dobrze rozwijającej się kariery dał jeden ze swoich najlepszych koncertów „100% Johnny: Live à la Tour Eiffel” (2000), który przyciągnął 500 tysięcy osób i 9,5 miliona widzów telewizyjnych (koncert był transmitowany na żywo w telewizji francuskiej). W grudniu 2005 roku po raz 33 wszedł na 1. miejsce francuskiej listy singli z nagraniem „Mon Plus Beau Noël”, poświęconym swojej przybranej córce Jade. Płyta „Le Coeur d’un homme” wydana 12 listopada 2007 roku jest utrzymana w stylu bluesowym i zawiera piosenkę napisaną specjalnie dla Hallydaya przez Bono z zespołu U2 oraz duet z muzykiem bluesowym Taj Mahal.

## Życie prywatne
W dniu 12 kwietnia 1965 roku w Loconville ożenił się z francuską piosenkarką Sylvie Vartan, z którą ma syna Davida Michaela Benjamina (ur. 14 sierpnia 1966), również piosenkarza. Chociaż Hallyday i Vartan uchodzili we Francji za „złotą parę” ich pokolenia, rozwiedli się 4 listopada 1980. Rok później, 1 grudnia 1981 w Los Angeles poślubił modelkę Babeth Étienne – małżeństwo przetrwało dwa miesiące i dwa dni. Po spotkaniu w programie telewizyjnym z aktorką Nathalie Baye, przeżył z nią przygodę miłosną (1982-86), mają córkę Laurę Smet (ur. 15 listopada 1983 w Paryżu). Był dwukrotnie żonaty z Adeline Blondiau; od 9 lipca 1990 do 11 czerwca 1992 i od 9 kwietnia 1994 do maja 1995. W dniu 25 marca 1996 poślubił Laetitię Boudou. W 2004 para zaadoptowała wietnamskie dziecko – dziewczynkę Jade. W 2007 zamieszkali razem w Szwajcarii koło Gstaad.
W czasie tourné w Polsce w 1966 za udział w bójce w restauracji krakowskiego hotelu „Cracovia” w nocy z piątku 24 czerwca na sobotę 25 czerwca został skazany przez tamtejszy sąd powiatowy na karę grzywny 20 tys. zł.
15 września 2009 w Los Angeles przeszedł pomyślnie operację raka jelita grubego.
Zmarł na raka płuc 5 grudnia 2017 w nocy po sześciu dniach po powrocie ze szpitala do swego domu w Marnes-la-Coquette w wieku 74 lat.

## Dyskografia

### albumy studyjne
- Hello Johnny (1960, Vogue)
- Nous les Gars, Nous les Filles (1961, Vogue)
- Tête a Tête avec Johnny (1961, Vogue)
- Salut les Copains! (1961, Philips)
- Johnny Hallyday sings America’s Rockin’ Hits (1962, Philips)
- Les Bras en Croix (1963, Philips)
- Les Rocks les Plus Terribles (1964, Philips)
- Halleluyah (1965, Philips)
- Johnny Chante Hallyday (1965, Philips)
- La Génération Perdue (1966, Philips)
- Johnny 67 (1967, Philips)
- Jeune Homme (1968, Philips)
- Rêve et Amour (1968, Philips)
- Rivière... Ouvre ton Lit (1969, Philips)
- Vie (1970, Philips)
- Flagrant Délit (1971, Philips)
- Country-Folk-Rock (1972, Philips)
- Insolitudes (1973, Philips)
- Je t’Aime, Je t’Aime, Je t’Aime (1974, Philips)
- Rock’n Slow (1974, Philips)
- Rock a Memphis (1975, Philips)
- La Terre Promise (1975, Philips)
- Derrière l’Amour (1976, Philips)
- Hamlet (1976, Philips)
- C’est la Vie (1977, Philips)
- Solitudes a Deux (1978, Philips)
- Hollywood (1979, Philips)
- À Partir de Maintenant... (1980, Philips)
- En Pièces Détachées (1981, Philips)
- Pas Facile (1981, Philips)
- Quelque Part un Aigle (1982, Philips)
- La Peur (1982, Philips)
- Entre Violence et Violon (1983, Philips)
- Hallyday 84: Nashville en Direct (1984, Philips)
- En V.O. (1984, Philips)
- Rock’n’Roll Attitude (1985, Philips)
- Gang (1986, Philips)
- Cadillac (1989, Philips)
- Ça Ne Change Pas un Homme (1991, Philips)
- Rough Town (1994, Philips)
- Lorada (1995, Philips)
- Ce Que Je Sais (1998, Philips)
- Sang pour Sang (1999, Philips)
- À la Vie, a la Mort (2002, Mercury)
- Ma Vérité (2005, Mercury)
- Le Coeur d’un homme (2007, Warner Music France)
- Tour 66 : Stade de France 2009 (2009, Warner Music France)
- Jamais seul (2011, Warner Music France)
- L’Attente (2012, Warner Music France)
- Rester vivant (2014, Warner Music France)
- De l’amour (2015, Warner Music France)

### albumy koncertowe
- Johnny et Ses Fans au Festival de Rock’n’Roll (1961, Vogue)
- À l’Olympia (1962, Philips)
- Olympia 64 (1964, Philips)
- Olympia 67 (1967, Philips)
- Au Palais des Sports (1967, Philips)
- Que Je t’Aime (1969, Philips)
- Live at the Palais des Sports (1971, Philips)
- Palais des Sports (1976, Philips)
- Pavillon de Paris (1979, Philips)
- Live (1981, Universal Music)
- Palais des Sports 1982 (1982, Universal Music)
- Au Zénith (1984, Universal Music)
- À Bercy (1987, Universal Music)
- Dans la Chaleur de Bercy (1990, Universal Music)
- Bercy 92 (1992, Universal Music)
- Parc des Princes (1993, Universal Music)
- À La Cigale (1994, Universal Music)
- Lorada Tour (1995, Universal Music)
- Destination Vegas (1996, Universal Music)
- Johnny Allume le Feu: Stade de France 98 (1998, Universal Music)
- 100% Johnny: Live a La Tour Eiffel (2000, Universal Music)
- Olympia 2000 (2000, Universal Music)
- Parc des Princes 2003 (2003, Universal Music)
- Flashback Tour Live (2006, Warner Music)
- La Cigale (2007, Warner Music)
- On stage (2013, Warner Music)

## Filmografia
- 1955: Widmo (Les Diaboliques) jako student instytutu
- 1962: Paryskie opowieści (Les Parisiennes) jako Jean Allard
- 1964: Gdzie jesteś, Johnny? (D’où viens-tu, Johnny?) jako Johnny
- 1969: Specjaliści (Specialisti, Gli) jako Hud / Brad
- 1971: Legenda zatraconego domu (Malpertuis) jako marynarz
- 1977: Dubler (L’Animal) jako gwiazdor
- 1985: Detektyw (Détective) jako Jim Fox Warner
- 1986: Rada rodzinna (Conseil de famille) jako ojciec
- 1987: Terminus jako jednoręki
- 1989: Żelazny trójkąt (The Iron Triangle) jako Jacques
- 1989: David Lansky jako detektyw David Lansky
- 1999: Dlaczego nie ja? (Pourquoi pas moi?) jako Jose
- 2000: Kochaj mnie (Love me) jako Lennox
- 2003: Skok życia (Crime Spree) jako Marcel
- 2004: Purpurowe rzeki II: Aniołowie apokalipsy jako jednooki pustelnik
- 2004: Komisarz Moulin – odc. Kidnapping
- 2009: Różowa Pantera 2 jako Laurence Millikin
- 2009: Zemsta jako Costello
- 2011: Titeuf jako piosenkarz w pociągu
- 2014: Kochany łajdak jako Jacques Kaminsky
- 2017: Facet do wymiany (Rock’n Roll) jako Johnny Hallyday